# Lista de episódios de Adnight Show

Logotipo de Adnight, formado por letras brancas em um fundo preto, com a letra D estilizada como uma lua na cor amarela.

Adnight é um programa de televisão brasileiro produzido pela Rede Globo que foi exibido originalmente pela emissora do dia 25 de agosto de 2016 até 14 de dezembro de 2017. O programa é o segundo talk show apresentado por Marcelo Adnet, que teve a sua primeira experiência com um programa do gênero na extinta MTV Brasil, com o Adnet ao Vivo, exibido durante o ano de 2011.
O programa foi definido como sendo um late show, referindo-se ao gênero late-night talk show, um tipo de talk show cômico exibido nos finais de noite que é muito popular na televisão norte-americana, sendo que lá há inúmeros programas do gênero em exibição, também em vários horários e em diferentes redes de televisão ao mesmo tempo. Diferentemente dos similares norte-americanos, que são diários, o Adnight é exibido semanalmente.
Assim como nos outros late-night talk shows, o programa conta com uma banda em seu elenco, porém diferencia-se por não se focar nas entrevistas, dando mais importância para brincadeiras com os convidados e esquetes. Porém, todos os itens de um tradicional late-night talk shows estão no cenário do programa, como a presença da banda, a mesa, o sofá, a cortina e a plateia.

## 1.ª temporada (2016)

### Agosto
| N.º | Data de exibição     | Convidado(s)                                                                         |
| --- | -------------------- | ------------------------------------------------------------------------------------ |
| 0 | 16 de agosto de 2016 | N/A                                                                                  |
| Episódio definido como "número zero" pela Globo, sendo uma demonstração de como será o programa no ar. O episódio foi adicionado antes ao Globo Play em 16 de agosto de 2016. Neste episódio, Adnet mostra os preparativos para apresentar um programa, no qual ganha carta branca da Globo para fazer o que quiser com ele. Conta com aparições de Mateus Solano, Galvão Bueno, Otaviano Costa, Stênio Garcia, Mariana Ximenes, Jô Soares, Marília Gabriela, Pedro Bial, Joel Santana e Tonico Pereira |                      |                                                                                      |
| |                      |                                                                                      |
| |                      |                                                                                      |
| 1 | 25 de agosto de 2016 | Galvão Bueno, Arnaldo Cezar Coelho, Reginaldo Leme, Daniela Mercury e Desirée Soares |
| Na estreia, o apresentador recebeu Galvão Bueno no palco. O narrador cantou, respondeu à perguntas indiscretas e até dançou tango! Além de Galvão, Arnaldo Cezar Coelho, Reginaldo Leme, Daniela Mercury e a esposa do apresentador esportivo, Desirée Soares, também participaram do late show. |                      |                                                                                      |
| Observação: O convidado desse episódio seria Cauã Reymond, que, por motivos desconhecidos, foi alterado. |                      |                                                                                      |
| |                      |                                                                                      |

### Setembro
| N.º | Data de exibição       | Convidado(s)                                         |
| --- | ---------------------- | ---------------------------------------------------- |
| 2 | 1 de setembro de 2016  | Cauã Reymond, Rodrigo Simas e Ricardo Macchi         |
| Marcelo Adnet recebeu Cauã Reymond. Adnet arrancou alguns 'segredos' do ator, que também foi desafiado a fazer escolhas ousadas. Para encerrar, Cauã e Adnet junto com Rodrigo Simas e Ricardo Macchi formaram uma boyband.                       |                        |                                                      |
| |                        |                                                      |
| |                        |                                                      |
| 3 | 8 de setembro de 2016  | Mariana Ximenes, Dani Calabresa e Eduardo Sterblitch |
| Mariana Ximenes foi a convidada do programa, que teve ainda as participações de Dani Calabresa e Eduardo Sterblitch. Rolou brincadeira de "Verdade ou Consequência", Mari Ximenes vestida de máquina e beijo surpresa em participante da plateia. |                        |                                                      |
| |                        |                                                      |
| |                        |                                                      |
| 4 | 15 de setembro de 2016 | Alexandre Nero, Lilia Cabral e Bruno Mazzeo          |
| Adnet recebeu Alexandre Nero. O ator encara as loucuras do late show, com direito a telejornal, musical e as participações de Lilia Cabral e Bruno Mazzeo.                                                                                        |                        |                                                      |
| |                        |                                                      |
| |                        |                                                      |
| 5 | 22 de setembro de 2016 | Bruna Marquezine, Tonico Pereira e Tiago Abravanel   |
| Marcelo Adnet recebe Bruna Marquezine. A atriz se diverte ao lado de Tonico Pereira e Tiago Abravanel. No programa, ainda tem um musical inspirado na década de 90 em homenagem à Bruna, que nasceu em 1995, e um duelo de funk inusitado.        |                        |                                                      |
| |                        |                                                      |
| |                        |                                                      |

### Outubro
| N.º | Data de exibição      | Convidado(s)                                                                         |
| --- | --------------------- | ------------------------------------------------------------------------------------ |
| 6 | 6 de outubro de 2016  | Mateus Solano, Fernando Caruso e Grace Gianoukas                                     |
| Marcelo Adnet recebe o amigo Mateus Solano. Com um vídeo antigo, a dupla prova que se conhece há mais de 20 anos, além de contar muitas histórias desses anos de amizade. Solano ainda prova sua versatilidade como ator e como cantor também, em dois momentos musicais hilários. O programa conta com a participação de Fernando Caruso e Grace Gianoukas.                                              |                       |                                                                                      |
| |                       |                                                                                      |
| |                       |                                                                                      |
| 7 | 13 de outubro de 2016 | Leandro Hassum, Marco Luque e Wellington Muniz                                       |
| Marcelo Adnet recebeu Leandro Hassum. O ator provou que continua fazendo humor mesmo sem os quilos extras. No palco, Adnet e Hassum debateram com e sobre humor junto com Marco Luque e Wellington Muniz, o Ceará. No programa, Hassum ainda deu uma aula de história da arte, mas daquele jeito que só ele sabe fazer.                                                                                   |                       |                                                                                      |
| |                       |                                                                                      |
| |                       |                                                                                      |
| 8 | 20 de outubro de 2016 | Deborah Secco, Luiza Possi, Lúcio Mauro Filho, Serjão Loroza e Renata Castro Barbosa |
| Marcelo Adnet recebeu Deborah Secco. No palco, Deborah Secco encararou todas as brincadeiras com o apresentador. Sem pudores, a atriz se jogou no karaokê e cantou o hit "Evidências". Adnet realizou o sonho de Deborah de interpretar Tieta, mesmo em uma versão 'Tieta moderna'. O late show ainda contou com a participação de Luiza Possi, Lúcio Mauro Filho, Serjão Loroza e Renata Castro Barbosa. |                       |                                                                                      |
| |                       |                                                                                      |
| |                       |                                                                                      |
| 9 | 27 de outubro de 2016 | Tatá Werneck, Otaviano Costa e Paulinho Serra                                        |
| Tatá Werneck mostrou que arrasa e muito na hora de improvisar. A atriz fez piada com famosos, caprichou na rima com Caju e Castanha, virou locutora de uma estação de rádio e reviveu personagens que criou antes de sua estreia em novelas. Nas brincadeiras, as participações especiais de Otaviano Costa e Paulinho Serra.                                                                             |                       |                                                                                      |
| |                       |                                                                                      |
| |                       |                                                                                      |

### Novembro
| N.º | Data de exibição       | Convidado(s)                                                                              |
| --- | ---------------------- | ----------------------------------------------------------------------------------------- |
| 10 | 3 de novembro de 2016  | Juliana Paes, Betty Gofman e Fernanda de Freitas                                          |
| Marcelo Adnet recebe Juliana Paes e põe a atriz para sambar muito ao som da bateria da Viradouro. Recebida com tapete vermelho e chuva de pétalas de rosa, Ju Paes encara um jogo de mímica e mostra que é boa de dança fazendo as coreografias de hits do passado. O programa ainda tem as participações de Betty Gofman e Fernanda de Freitas.                                                                         |                        |                                                                                           |
| |                        |                                                                                           |
| |                        |                                                                                           |
| 11 | 10 de novembro de 2016 | Sandy, Bruno Garcia, Maitê Proença e Osmar Prado                                          |
| Sandy provou que seu talento vai além da música. A cantora encarou o desafio de atuar, interpretando pagodes clássicos, e também de imitar, reproduzindo outras vozes famosas. Ao lado de Marcelo Adnet, ela se divertiu revendo capas de revista que fez no passado e ainda virou metaleira na companhia de Andreas Kisser. O late show ainda contou com as participações de Bruno Garcia, Maitê Proença e Osmar Prado. |                        |                                                                                           |
| |                        |                                                                                           |
| |                        |                                                                                           |
| 12 | 17 de novembro de 2016 | Paolla Oliveira, Gabriel Leone e Marcos Veras                                             |
| Paolla Oliveira mostrou seu lado divertido ao lado de Marcelo Adnet, Gabriel Leone e Marcos Veras. A atriz provou que é boa de discurso ao receber prêmios engraçados e encarou um jogo de tabuleiro onde precisava cumprir tarefas inusitadas. E para quem curte uma boa briga, um duelo entre robôs transformou o palco do Adnight numa verdadeira arena de batalha.                                                   |                        |                                                                                           |
| |                        |                                                                                           |
| |                        |                                                                                           |
| 13 | 24 de novembro de 2016 | Tom Cavalcante, Samantha Schmütz, Alessandra Maestrini, Rudy Landucci e Stepan Nercessian |
| Marcelo Adnet recebeu Tom Cavalcante e o mestre do humor se reuniu com outros craques do gênero. O resultado: imitações incríveis de famosos que a gente tem saudade, improvisos e muita diversão ao lado de Samantha Schmütz, Alessandra Maestrini, Rudy Landucci e Stepan Nercessian. |                        |                                                                                           |
| |                        |                                                                                           |
| |                        |                                                                                           |

### Dezembro
| N.º | Data de exibição      | Convidado(s)                                                                                     |
| --- | --------------------- | ------------------------------------------------------------------------------------------------ |
| 14 | 1 de dezembro de 2016 | Ivete Sangalo, Fafá de Belém, Klebber Toledo, Mariana Santos, Compadre Washington e Beto Jamaica |
| No último programa da temporada, Marcelo Adnet recebeu Ivete Sangalo e um time de estrelas. Fafá de Belém, Klebber Toledo, Mariana Santos, Compadre Washington e Beto Jamaica se juntaram à cantora para soltar a voz em um axé empoderador. No programa, teve ainda uma divertida versão do desafio do manequim, um amigo secreto inusitado e um musical especial, que lembrou os melhores momentos da temporada. |                       |                                                                                                  |
| |                       |                                                                                                  |
| |                       |                                                                                                  |

## 2.ª temporada (2017)

### Outubro
| N.º | Data de exibição      | Convidado(s)                                                             |
| --- | --------------------- | ------------------------------------------------------------------------ |
| 1   | 26 de outubro de 2017 | Fernanda Gentil, Joelma Mendes, Renato Góes, Mila Ribeiro e Bruno Sutter |
|     |                       |                                                                          |
|     |                       |                                                                          |
|     |                       |                                                                          |

### Novembro
| N.º | Data de exibição       | Convidado(s)                                              |
| --- | ---------------------- | --------------------------------------------------------- |
| 2   | 2 de novembro de 2017  | Karol Conka, Marisa Orth e Welder Rodrigues               |
|     |                        |                                                           |
|     |                        |                                                           |
|     |                        |                                                           |
| 3   | 9 de novembro de 2017  | Monica Iozzi, Malvino Salvador e Júlio Cocielo            |
|     |                        |                                                           |
|     |                        |                                                           |
|     |                        |                                                           |
| 4   | 16 de novembro de 2017 | Carolina Dieckmann, Rafael Cortez e Thaíde                |
|     |                        |                                                           |
|     |                        |                                                           |
|     |                        |                                                           |
| 5   | 23 de novembro de 2017 | Silvero Pereira, André Marques, Camila Pitanga e Gretchen |
|     |                        |                                                           |
|     |                        |                                                           |
|     |                        |                                                           |
| 6   | 30 de novembro de 2017 | Adriane Galisteu, Ludmilla, Eduardo Sterblitch e Gominho  |
|     |                        |                                                           |
|     |                        |                                                           |
|     |                        |                                                           |

### Dezembro
| N.º | Data de exibição       | Convidado(s)                                                        |
| --- | ---------------------- | ------------------------------------------------------------------- |
| 7   | 7 de dezembro de 2017  | Kéfera Buckmann, Mariana Santos, Emicida, Hugo Gloss e Luciano Huck |
|     |                        |                                                                     |
|     |                        |                                                                     |
|     |                        |                                                                     |
| 8   | 14 de dezembro de 2017 | Anitta, Ana Furtado e Gui Santana                                   |
|     |                        |                                                                     |
|     |                        |                                                                     |
|     |                        |                                                                     |